# Hyphopichia
Hyphopichia — рід грибів родини Saccharomycetaceae. Назва вперше опублікована 1976 року.